# Schimmelbogen
Schimmelbogen ist eine Bezeichnung aus der Drucktechnik für einen versehentlich nur einseitig bedruckten Druckbogen.
Meist entsteht dieser dadurch, dass der Bogenanleger nicht nur einen, sondern zwei aufeinander liegende Bogen Papier in die Druckmaschine einzieht. Auf diese Weise bleibt der untere Bogen unbedruckt.
Werden diese Makulaturbogen beim Drucken der Rückseite oder später beim Buchbinder nicht bemerkt, findet der Leser leere Seiten in seiner Lektüre.